# Paul Okesene
Pas d'image ? Cliquez ici

a Compétitions nationales et continentales officielles uniquement.

b Matchs officiels uniquement.
Paul Okesene, né le 14 novembre 1967 à Auckland et mort le 15 septembre 2012 à Barcelone, est un joueur néo-zélandais d'origine samoane de rugby à XIII évoluant au poste de centre dans les années 1980-1990, puis pilier ou 3eme ligne dans les années 2000.
Grand frère d'Hitro Okesene, international de rugby à XIII néo-zélandais et joueur des New Zeland Warriors en NRL, Paul Okesene a commencé sa carrière en Nouvelle-Zélande aux Manukau Magpies. Il tente une première expérience en Angleterre en revêtant le maillot des Sheffield Eagles,de Workington et de Rochdale avant de retourner en Nouvelle-Zélande pour jouer pour Counties Manukau. Il décide en 1994 de rejoindre le club français de Pia où il y remporte le Championnat de France en 1995 et joue par la suite pour le Grand Avignon durant 2 ans de 1999 à 2001. Enfin, il côtoie l'équipe des Samoa en 1986.
Installé après sa carrière sportive en France, il devient chauffeur de bus pour le club de rugby à XV de l'USA Perpignan. Il meurt d'une crise cardiaque le 15 septembre 2012 à Barcelone sur le parking du stade Olympique de Montjuïc lors d'une rencontre entre le club perpignanais et le Stade toulousain.

## Biographie
En samoan, son nom de famille « Okesene » veut dire « Oxygène ».
Il est le deuxième garçon d'une fratrie de quatre enfants. Son petit frère, Hitro Okesene, a joué pour la Nouvelle-Zélande de rugby à XIII dans les années 1990 dont la demi-finale de la Coupe du monde 1995.

## Palmarès
- Collectif :
  - Vainqueur du Championnat de France : 1995 (Pia).
  - Finaliste de la Coupe de France : 1994 (Pia).

- Individuel :
  - Nommé meilleur joueur étranger du Championnat de France : 1995 (Pia).